# Manhwa

O sentido de leitura de um manhwa coreano

Manhwa (em coreano:  만화, transl. man-hwa, literalmente "história(s) em quadrinhos") é um termo geral coreano para designar histórias em quadrinhos. Fora da Coreia, o termo se refere especificamente a histórias em quadrinhos da Coreia do Sul. No entanto, esta forma de arte começa a mostrar sinais de crescimento na Coreia do Norte. Ao contrário dos mangás, a leitura dos manhwas é feita da maneira ocidental, da esquerda para direita, devido à forma de escrita do hangul.
Esses quadrinhos se ramificaram para fora da Coreia pelo acesso de webtoons e criaram um impacto que resultou em algumas adaptações para filmes e programas de televisão.

## Terminologia
Linguisticamente, 漫画 (mangá), 漫画 (manhua) e 만화 (漫 畵 manhwa) significam histórias em quadrinhos em japonês, chinês e coreano, respectivamente. O termo coreano 만화 (漫 畵 manhwa), juntamente com o termo japonês 漫画 (mangá), é um cognato da frase chinesa manhua (literalmente: "esboços improvisados"). O vocábulo tem origem no século XVIII, quando a palavra "manhua" começou a ser usada na pintura chinesa conhecida como sumi-ê. Manhwa pode ser escrita, em coreano, das seguintes formas: hangul (만화) e hanja (漫畵).
O uso atual dos termos "manhwa" e "manhua" é amplamente explicado pelo sucesso internacional do mangá japonês. Embora, no sentido tradicional, nessas línguas os termos mangá/manhua/manhwa tenham um significado semelhante de desenho cômico de maneira ampla, em inglês os termos manhwa e manhua geralmente designam as histórias em quadrinhos inspiradas no mangá.
A relativa obscuridade da cultura coreana no mundo ocidental fez com que a palavra "manhwa" permanecesse um tanto desconhecida. Traduções de manhwa alcançaram sucesso após serem comercializadas para o fandom de mangá e anime, na medida em que manhwas são muitas vezes comercializados como "mangás".
O termo manhwa entrou em uso popular na Coreia durante a década de 1920, quando foi aplicado a cartoons. A Coreia estava sob ocupação japonesa de 1910 a 1945 e, durante esse período, elementos da língua e cultura japonesas foram incorporados à sociedade coreana. Em meados da década de 1920, a maioria dos jornais políticos foram fechados e os desenhos políticos e sociais foram abandonados em favor de ilustrações infantis e engraçadas.
Os cartoons políticos ressurgiram lentamente após o estabelecimento da República da Coreia (comumente conhecida como Coreia do Sul) em 1948. Durante os primeiros anos de ocupação japonesa, as tiras de banda desenhada apresentavam muitas críticas sociais. O artista popular Kim Yong-hwan iniciou a primeira revista de quadrinhos da Coreia, Manhwa Haengjin, em 1948, mas foi rapidamente fechada porque as autoridades desaprovavam a capa.
A popularidade dos quadrinhos aumentou nas décadas de 1950 e 1960, e a diversidade de estilos e assuntos levou à criação de novos gêneros, como sunjeong (ou soonjung), histórias românticas voltadas para mulheres jovens (equivalente ao shoujo japonês). Manhwabang, cafés e lojas de quadrinhos que permitiam que os leitores pagassem uma taxa fixa para sentar e ler quadrinhos, também foram apresentados ao público. Em resposta à crescente publicação de quadrinhos e mudanças sociais e políticas na Coreia do Sul, o governo começou a fazer cumprir as leis de censura e, em meados da década de 1960, criou um monopólio de distribuição de quadrinhos que censurava ainda mais o manhwa.
O mangá influenciou o manhwa desde o início da mídia durante a ocupação japonesa na Coreia e continuou a exercer uma poderosa influência, pois a indústria do mangá se tornou uma força importante na cultura japonesa e começou a exportar quadrinhos para o exterior. O autor ou artista de um manhwa é chamado de manhwaga (hangul: 만화가).
Os manhwagas não eram culturalmente isolados, e o influxo de mangás no mercado coreano de quadrinhos teve um forte efeito sobre a arte e o conteúdo do manhwa de muitos artistas.
Animações baseadas em manhwas ainda são relativamente raras. Entretanto, é bastante comum adaptações para telenovelas e filmes. A versão animadas dos desenhos coreanos é chamada de han-guk manhwa aenimeisyeon  (hangul: 한국 만화 애니메이션) ou simplesmente aenimeisyeon  (hangul: 애니메이션) e as webcomics de webtoons (hangul: 웹툰).

## Origens
Assim como mangá japonês e o  manhua chinês, os quadrinhos coreanos são fortemente influenciados pela arte clássica da Ásia, especialmente chinesa. As antigas gravuras (xilogravura) do século X eram usadas para divulgar os cânones budistas. Um dos primeiros exemplos de arte sequencial do país é Bomyeongshiudo (hangul: 보명십우도), uma fábula budista onde uma vaca explica os fundamentos do budismo.
Durante a Dinastia Joseon, a arte coreana afirmou-se em:
- Os retratos pintados são pacíficos e não desprovidos humor. Esta tradição pode ser encontrada em ilustrações das capas de romances populares, pôsteres e, mais tarde, nas primeiras histórias em quadrinhos.
- A literatura floresce. Os poemas narrativos cantados (kasa hangul: 가사), os romances populares (japga hangul: 잡가), o pansori (hangul: 판소리), mas também os espetáculos de palhaços, todos dão um lugar importante para a narração e não hesitam em criticar a sociedade. Essas características (a importância da narração, a crítica da sociedade) são encontradas no manhwa.

O manhwa, portanto, foi desenvolvido sob duas influências: a tradição épica e a arte pictórica oriental.

## Ocupação japonesa (1909-1945)
|                                                             |  |                                  |
| Gamgak Nodong Yahak Dokbon (1908), artista não identificado |  | Caricatura de Lee Do-yeong, 1909 |

Em 30 de outubro de 1883, o primeiro jornal coreano foi publicado: Hanseongsunbo (hangul:한성순 보/hanja:漢城 旬報). Outros seguem, todos controlados pelo governo. Nestes primeiros jornais, não haviam histórias em quadrinhos, mas muitas ilustrações que ajudam a entender os eventos atuais.
Em 1909, o jornal Daehanminb publica o primeiro manhwa moderno, o satírico Saphwa (hangul: 삽화) de Lee Do-yeong, a publicação é interrompida no ano seguinte, por conta da Ocupação japonesa da Coreia.
A imprensa e o país são controlados com mão de ferro. Mas como resultado da revolta de 1 de março de 1919, o Japão relaxou a imprensa e em 1920 novos títulos foram publicados, incluindo manhwas. As caricaturas são sempre locais favoritos e são muito produtivos graças às tiras de quadrinhos organizadas pelos jornais.
A partir de 1924, com  a publicação de Meongteongguri heonmulkyeogi (hangul:멍텅구리/hanja:헛물켜기)  de Noh Su-hyeong (hangul: 노수형), publicado no Chosun Ilbo (hangul:조선 일보/hanja:朝鮮 日報) convenções dos quadrinhos ocidentais (quadros e especialmente balões de diálogos). As primeiras compilações e revistas especializadas são publicadas. O manhwa afirma-se como o meio privilegiado para criticar o jugo da opressão japonesa. Ao mesmo tempo, o governo japonês publica muitos mangás de propaganda, para apoiar a produção de arroz, ou incitar jovens a se juntarem ao exército.

## Acompanhando momentos difíceis (1945-1980)
Com o fim da Segunda Guerra Mundial, o país fico sob administração americana e soviética. Os órgãos da imprensa recuperam a liberdade em parte e o manhwa satírico faz um reaparecimento tímido. O primeiro personagem popular, o professor Kojubu de Kim Yong-hwan (hangul: 김영환, aparece no Seoul Times. Novas revistas são criadas, dentre elas, revistas para adultos. Em 15 de setembro de 1948, Kim Yong-hwan fundou a Manhwa Haengjin), que é a primeira revista dedicada inteiramente aos quadrinhos. No entanto, essa foi cancelada após a segunda edição, vítima de uma censura ainda forte. No entanto, no ano seguinte, em 13 de março de 1949, Manhwas news começou sua publicação semanal que duraria um ano com grande sucesso. Kim Seong-hwan (hangul: 김성환, Kim Yong-hwan (hangul: 김영환, Shing Dong-heon (hangul: 신동헌, Kim Eu-hwan (hangul: 김의환 ou Lee Yong-chun (hangul: 이영천. Como no Japão na mesma época, os quadrinhos emanciparam-se dos jornais e tornou-se uma mídia popular autônoma.
Com a Guerra da Coreia, o manhwa recuperou um lugar central na propaganda de ambos os lados do conflito. Os desenhistas são mobilizados a produzirem muitos folhetos, particularmente no sul. O soldado Todori de Kim Yong-hwan, que exalta a coragem dos soldados, é um enorme sucesso. A censura endurece novamente e os cartunistas excessivamente críticos são severamente condenados. No entanto, para acompanhar uma sociedade duramente atingida pela guerra e a miséria, especialmente as crianças, as revistas de manhwa multiplicam a aventura e histórias fantásticas como o doutor Hendel de Choi Sang-gwon (hangul: 최상 권. Essas histórias são publicadas em revistas de baixo custo, em papel de qualidade muito fraca, e hoje há poucas cópias. Essas revistas, chamadas takji manhwa (hangul: 딱지 만화 e publicadas em Pusan, permitem que jovens autores se lancem. Com takji manhwa, o quadrinho começa a se diversificar para se adaptar aos gostos dos leitores cada vez mais numerosos e diversos. Mas é com isso que o manhwa toma sua forma contemporânea, com quadros e balões.
A década de 1950 também viu o influxo de quadrinhos japoneses e o aumento das cópias ilegais. Um exemplo notável foi a versão coreana não autorizada de Shonen Kenya (少年ケニヤ). Produzida pela editora de Busan, esta se tornou um modelo para os quadrinhos piratas coreanos posteriores. Essas obras piratas frequentemente ocultavam ou substituíam os nomes dos criadores japoneses por nomes coreanos, levando muitos leitores a não saberem que estavam lendo cópias não autorizadas.
O fim da Guerra da Coreia marca o início de um período muito prolífico para o manhwa. Isso continuou até meados da década de 1960 e foi acompanhado pela abertura e pelo sucesso muito rápido das primeiras bibliotecas de empréstimos que alugam  e permitem a leitura manhwas: as manhwabangs (hangul:만화방/hanja:漫 畵 房). O mercado começava a se estruturar, editoras especializadas foram criadas criadas como Manhwa Segyesa (hangul: 만화 세계사, além de muitas editoras independentes e novas revistas sendo lançadas no mercado como a popular Arirang (hangul: 아리랑. Surgem álbuns de 200 páginas com histórias completas, incentivando o surgimento de longas narrativas dramáticas, como as produzidas por Park Ki-jeong (hangul: 박기정) ou Kim Jong-rae ((hangul: 김정래). Mas essa experiência de quadrinhos no formato de livros teve curta duração, o sucesso das manhwabangs favorecem o encontro entre os manhwas e o público rapidamente colocam um fim a favor de inúmeras revistas. Esse entusiasmo para a manhwa permite aos autores viver de forma mais confortável e editoras lançam e revelam novos desenhistas e novas formas de manhwa.
O manhwa do final da década de 1950 e início dos anos 1960 é muito diversificado. Se o gênero dominante é o manhwa myeongrang (manhwa humorístico de 3 ou 4 páginas), o quadrinho narrativo coreano se desenvolve e floresce e com ele uma nova geração de manhwagas  (hangul:만화가/hanja:漫畵家). Shin Dong-u (신동우), Sanho Kim (hangul: 김산호) e Park Ki-dang (hangul: 박기 당) que criam o manhwa de ficção científica  e o manhwa fantástico enquanto o Park Ki-jeong (hangul: 박기정) desenvolve o manhwa histórico a era da ocupação japonesa em Poktana (hangul:폭탄 아/hanja:爆彈兒), que conta as aventuras de um jovem coreano que luta contra os japoneses na Manchúria. O sunjeong manhwa (hangul:순정 만화/hanja:純情 漫 畵) ou manhwa feminino, se tornou um gênero de pleno direito com Kwon Yeong-seop (hangul: 권영섭), Choi Sang-rok (최상록), Jo Won-ki (hangul: 조원) ou Jang Eun-ju (hangul: 장은주). Mas este período de euforia tem  curta duração. Após o golpe de 16 de maio de 1961, o manhwa declinou sob a investida de censura, o que prejudicou a criatividade dos autores. O distribuidor e editor Habdong Munwhasa (hangul: 합동문화사) assumiu o controle da distribuição dos manhwas e comprou as editoras de manhwa. Em 1966, ele estabeleceu o monopólio da publicação e distribuição de manhwas. Embora os quadrinhos coreanos estivessem presos pela censura estatal e pelo monopólio de Habdong Munwhasa, continuou, no entanto, através de aventuras cômicas para crianças e histórias dramáticas para adultos para confortar os coreanos. Os assuntos contemporâneos são negligenciados em favor das longas romances gráficos históricos, emblemáticos, esses manhwa da década de 1970 permitiram críticas discretas ao poder vigente. Os coreanos se reconhecem nas lutas contra o feudalismo no final da Dinastia Joseon ou as desventuras de seus antepassados. Estes manhwas permitiram que os coreanos, tivessem não apenas entretenimento e conforto em um momento difícil, mas também a recuperação da sua história após a censura da ocupação japonesa e os longos anos de guerra. Enquanto isso, o rompimento dos laços diplomáticos com o Japão fez com que quadrinhos japoneses pirateados escapassem da censura, inundando o mercado.
Na década de 1970, quadrinhos de ficção científica como Robot Taekwon V, influenciados pelo japonês Mazinger Z, ganharam popularidade. Versões piratas de Candy Candy e A Rosa de Versalhes também apareceram, influenciando significativamente os quadrinhos românticos coreanos posteriores.
A primeira longa série histórica foi publicada pelo jornal Ilgan Sports em 1972: Im Keog-jeong (hangul: 임꺽정) de Go U-yeong ou Ko Woo-Young (hangul: 고우영), que é um dos principais autores deste período com outras séries Suhoji (hangul:수호지/hanja:水滸志) e Samgukji  (hangul:삼국지/hanja:三國志), adaptação do Romance dos Três Reinos, que foi seu maior sucesso, Chohanji (hangul:초한지/hanja:楚漢志). Seoyuki (hangul:서유기//hanja:西遊記) e Garujikijeon (hangul: 가루지기 전). Essas longas narrativas históricas não eram desprovidas de humor e situações dramáticas. Foi também em Ilgan Sports que a série Goindol (hangul: 고인돌) de Park Su-dong (hangul: 박수동) foi publicada em 1974. Esta série foi publicada durante 18 anos. Com uma característica muito original, apoiada por um tom direto e humorístico, Park Su-dong, lida com os relacionamentos entre homens e mulheres, ao mesmo tempo em que apresenta discretamente o erotismo proibido.
O semanário Sunday Seoul omina o mercado de manhwa na década de 1970, graças aos dramas históricos de Bang Hak-ki (hangul: 방학기) que se distinguem do resto da produção pela qualidade de seus cenários e pelo naturalismo dos diálogos. Mas estes primeiros sucessos importantes dos manhwas para adultos não ofuscam o manhwa para os jovens cujas avaliações revistas estacam florescendo. Esses quadrinhos são otimistas e alegres. Entre os autores mais procurados estão Kil Chang-deok (hangul: 길창덕), Yun Seung-hun (hangul: 윤승훈), Park Su-dong (coreano|박수동}}) e Shin Mun-su (hangul: 신문수).

## Renascimento e dinâmica do manhwa na década de 1980
Em 1983, Kim Su-jeong (hangul: 김수정), inspirado pelos manhwas para crianças na década de 1970, cria Dooly the Little Dinosaur (hangul: 아기공룡 둘리), que seria o primeiro manhwa a ser adaptado em animação e outros produtos derivados. Ele também é o primeiro herói de manhwa antipático. Este sucesso espetacular marca o início do renascimento do manhwa.
Lee Hyeon-se (hangul: 이현세) mudou radicalmente o modo de distribuição dos manhwas em 1982, publicando em vários grandes volumes Gongpoui Oeingudan (hangul: 공포의 외인구단), uma história de uma equipe baseball de perdedores que, por força de treinamento, venceu os times japoneses. Esta narrativa teve um sucesso significativo e retomou a leitura nos manhwabangs que haviam sido abandonados na década de 1970. Muitos autores, por sua vez, publicaram nesse formato, como Heo Yeong-man (hangul: 허영만) ou Park Ki-jeong (hangul: 박기정). O gênero é favorecido pelos manhwabangs que querem oferecer a seus leitores esse tipo de manhwas. Alguns deles se reúnem e publicam e elogiam essas narrativas exclusivamente. Os autores trabalham exclusivamente para manhwabang e tornam-se famosos antes de trabalhar para revistas. As redes de manhwabangs estão começando a tomar forma, suportadas por essas novas histórias que querem reproduzir o sucesso de Gongpoeu Oeingudan que se torna o modelo do gênero: um herói pobre e enérgico está apaixonado por uma menina bonita e rica. Também apoiadas pelos manhwangs, as revistas de manhwas prosperam. As histórias são publicadas em capítulos antes de sair em volume encadernado. Estas são revistas semanais ou bi-semanais. A primeira revista com grande sucesso é Bomulseom 보물섬 (A Ilha do Tesouro) criada em 1982, que publica Lee Hyeon-se (hangul: 이현세) e Hwang Mi-na (hangul: 황미나). Seguiu-se uma série de revistas que participaram de uma competição feroz que teve o efeito de segmentar o mercado de acordo com a demografia ou preferências. O sunjeong manhwa que tinha sido banido na década de 1970, retornou fortemente em meados da década de 1980 com autores como Kim Hye-rin (hangul: 김혜린), Kang Gyeong-ok (hangul: 강경옥) e Hwang Mi-na (hangul: 황미나). Em 1990, a revista Renaissance , que trata exclusivamente de sunjeong manhwa, é criada. Há também revistas especializadas em ficção científica e fantasia heroica.
A partir da manifestação de 10 de junho de 1987, a censura diminuiu e as primeiras histórias contemporâneas e realistas de Lee Hee-jae (hangul: 이희재) apareceram. As charges de Park Jae-dong (hangul: 박재동) que iniciaram os primórdios dos manhwa recuperaram seu tom satírico. Muitos jovens artistas, principalmente mulheres, escolhem o manhwa como um meio de expressão, apoiado financeiramente pela dinâmica do mercado e salas de empréstimo.

## O manhwa hoje

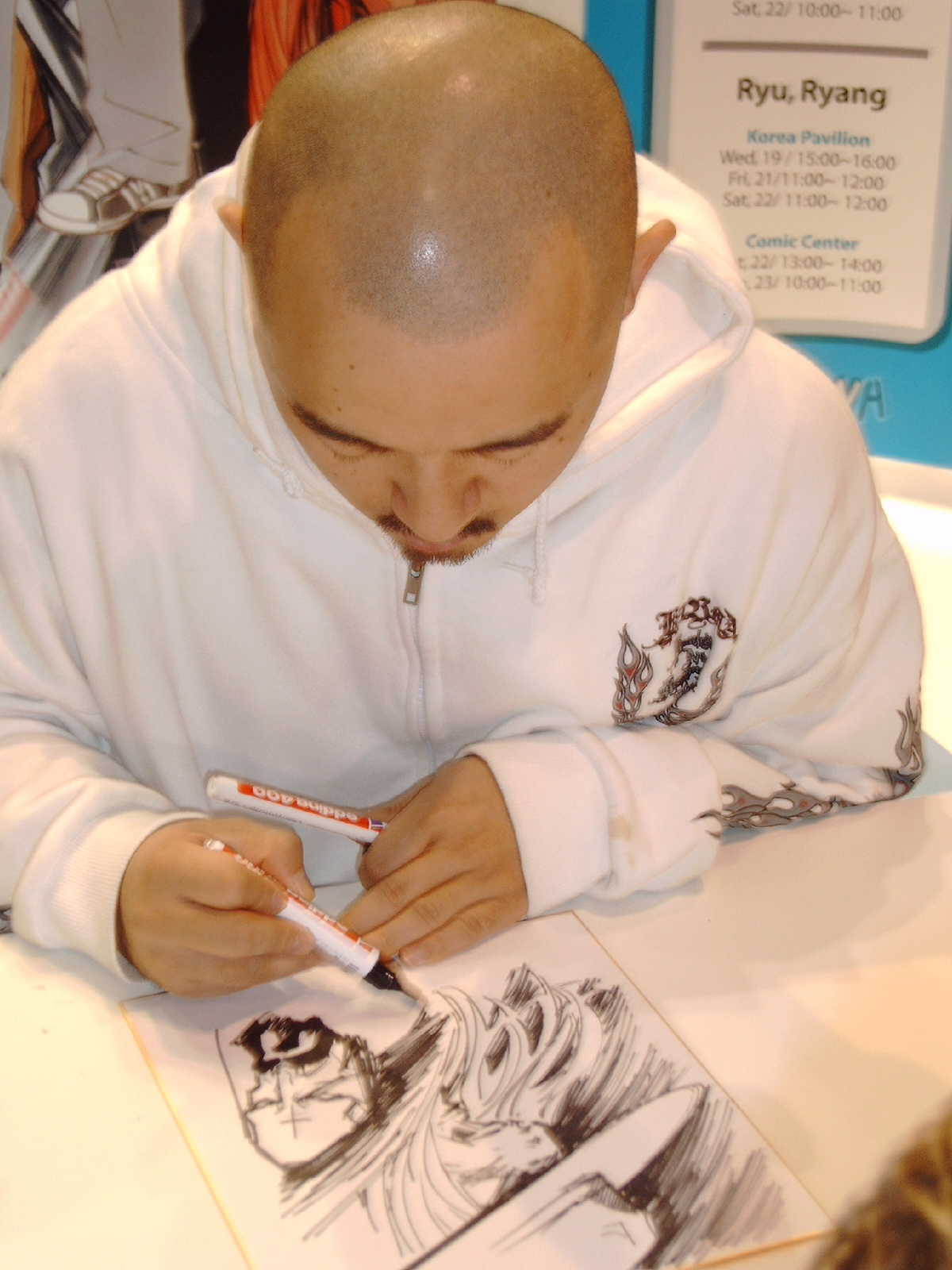
Hyung Min-woo, autor de Priest (1998 - 2007).

Desde o final da década de 1980, os mangás foram licenciados no mercado coreano e têm sido bem sucedidos. Diante de um declínio qualitativo dos manhwas, o mangá se impôs gradualmente. Mas, muito rapidamente, o mercado e os autores conseguiram reagir. Revistas como IQ Jump ou Young Champ foram criadas com o modelo de revistas japonesas e os autores puderam realizar seus desejos criativos. Assim, Yang Young-soon (hangul: 양영순) tratou as fantasias sexuais masculinas em Nudl Nude (1995), que foi adaptado em um filme animado. A violência diária é abordada por Lee Yoo-jeong (hangul: 이유정. As mulheres se tornaram mais interessadas no cotidiano, nos sentimentos e na consciência humana. Esta pesquisa, em todos os tipos de estilos pessoais e inovadores, promoveu o surgimento de numerosas editoras, revisões e coletivos independentes retransmitidos pelos manhwabangs. Como resultado da crise de 1997-1998, eles fortaleceram ainda mais seu poder de mercado e a participação dos mangáss está diminuindo.
Muito dinâmica, a sociedade coreana acompanha as tendências com extrema rapidez, o manhwa passa a produzir muitos gêneros, por vezes influenciadas pelos mangá, e adapta-se aos novos modos de leitura. Os autores jovens procuram inovações radicais, tanto no estilo dos desenhos quanto nos meios escolhidos. A taxa de penetração da Internet de banda larga, que é uma das maiores do mundo, promove a distribuição de manhwas através da Internet, surgindo os webtoons, nome dado as webcomics coreanas.
 Os sites de manhwabangs permitem comprar páginas de manhwas pela internet. Um novo mercado está em pleno desenvolvimento: o manhwas de quatro quadros, o som, que permitem o download e podem ser lidos na tela do telefone celular. Todas as empresas de telefonia móvel oferecem manhwas aos seus assinantes, fazendo trabalhar dezenas de estúdios.

## Manhwa na Coreia do Norte
A política cultural da República Democrática Popular da Coreia diz que literatura é uma excelente maneira de "prover educação cultural e emocional ao povo", e que "nossa educação cultural e emocional é parte de um crescente sentimento revolucionário e de emoção nacional compatível com os sentimentos estéticos da era de independência". O manhwa também visa "implementar as políticas do partido e levar as pessoas a um espírito revolucionário comunista" e espalhar a ideologia Juche. Portanto, a maioria das obras lidam com o tema "valor e lealdade ao partido" e criticam o colonialismo norte-americano e japonês.
Na Coreia do Norte, manhwa se refere apenas a quadrinhos satíricos que retratam problemas sociais. Histórias em quadrinho em geral são chamadas de  kŭrimiyagi (história de figuras) ou kŭrimch’aek (livro de figuras). Também foi chamado de ch’ulp’an misul (arte publicada ou impressa) por Kin Jong Il. Os quadrinhos normalmente são feitos de papel reciclável e pintados com tinta azul, para baratear o processo. Um exemplo de quadrinho norte-coreano é Great General Mighty Wing.

## Animações e produções live-actions baseadas em manhwas
A animação baseada em quadrinhos coreanos ainda é relativamente rara (embora tenha havido vários sucessos importantes no final da década de 1980 e início dos anos 90 com títulos como Dooly the Little Dinosaur e Fly! Superboard). No entanto, as séries de drama live action e adaptações de filmes de manhwa ocorreram com mais freqüência nos últimos anos. Full House em 2004 e Goong ("Palace" ou "Princess Hours") em 2006, são exemplos proeminentes, pois ambos foram contados como os melhores dramas de seus respectivos anos.
Em 2007, The Great Catsby, uma premiada webcomic coreana, foi adaptada em um drama de ação, depois de uma versão para teatro musical em 2006. O título também foi planejado para ser adaptado para um longa-metragem no final de 2007.
Em 2006, SamBakZa produziu There she is!! sobre o relacionamento de um coelho e um gato.
Priest, um manhwa de Hyung Min-woo que foi traduzido para o inglês, foi adaptado para um filme de terror americano de mesmo nome pela Screen Gems. Lançado em 2011, foi produzido por Michael DeLuca, dirigido por Scott Stewart, e as estrelas de Paul Bettany como personagem do título.
War of Money é outro manhwa dramatizado que se tornou imensamente popular na Coreia do Sul, atraindo muita atenção para sua trilha sonora e atores.
Em 2004, Blade of the Phantom Master, um manhwa popular, foi adaptado em um filme animado por uma equipe conjunta de animação nipo-coreana. Também em 2004, Ragnarök de Lee Myung-Jin ganhou uma animação nipo-coreana.
Em 2013, foi lançado um filme baseado em uma webtoon, Secretly, Greatly.
Em 2020, foi lançado um K-drama contando a história do webtoon "True Beauty".

## Gêneros de Manhwa
- Myeongnang: destinado as crianças (equivalente ao kodomo dos mangás)
- Sonyung: destinado a garotos (equivalente ao Shōnen dos mangás)
- Sunjeong (hangul: 순정만화): destinado a garotas (equivalente ao shōjo dos mangás)[5]
- Tchungnyun: destinado a jovens adultos (equivalente ao seinen e josei dos mangás)[30]
- Ttakji (hangul: 딱지만화): Histórias de aventura publicadas na década de 1950 e ambientadas no Ocidente.[8]

## Situação econômica do manhwa na Coreia
| Ano  | Título | Porcentagem (%) | Álbuns     | Porcentagem (%) |
| ---- | ------ | --------------- | ---------- | --------------- |
| 1990 | 4 130  | 9               | 6 833 681  | 2,7             |
| 1991 | 4 142  | 15,4            | 5 820 160  | 4,1             |
| 1992 | 4 694  | 15,9            | 5 413 195  | 3,8             |
| 1993 | 4 644  | 15              | 7 206 497  | 4,9             |
| 1994 | 4 930  | 14,2            | 10 827 510 | 6,6             |
| 1995 | 4 699  | 14,6            | 13 359 340 | 8,4             |
| 1996 | 5 592  | 17,3            | 18 021 725 | 10,2            |
| 1997 | 6 297  | 18,7            | 23 605 460 | 11,1            |
| 1998 | 8 122  | 22              | 33 025 623 | 17,3            |
| 1999 | 9 134  | 26              | 36 665 233 | 32,5            |
| 2000 | 9 329  | 26,6            | 44 537 041 | 39,4            |
| 2001 | 9 177  | 26,5            | 42 151 591 | 35,9            |

Em 2001, a produção foi de 156 milhões de wons, metade dos quais veio de livrarias ou supermercados, a outra metade de vendas de manhwabangs. O mercado de manhwabang em 2001 representa um mercado de 514 milhões de won. O mercado parece ter estabilizado após a crise de 1997-1998.
O governo coreano investe anualmente 3 bilhões de wons para a divulgação dos manhwas, financiando a Komacon, agência coreana de manhwas. No país, há mais de 150 universidades com cursos de histórias em quadrinhos.

## Em outros países

### Estados Unidos
O coreano Sanho Kim se mudou para os Estados Unidos, onde trabalhou para as editoras Charlton Comics, Marvel Comics, Warren Publishing e Skywald Publications durante meados das décadas de 1960 e 1970. Na década de 1970, o sucesso dos filmes estrelados por Bruce Lee e a série de TV Kung Fu, estrelada por David Carradine, fizeram com que as editoras americanas investissem em histórias em quadrinhos estreladas por artistas marciais, a Marvel Comics lança a revista Deadly Hands of Kung Fu e a Charlton Comics lança Yang e House of Yang, Kim colaborou com as revistas Deadly Hands of Kung Fu e House of Yang. De acordo com o jornalista Paul Gravett, a primeira publicação de um manhwa original no Ocidente foi em 1987 pela editora norte-americana Eastern Comics.

### Brasil
Em 2004, foi publicado o primeiro manhwa no país pela Conrad Editora, Chonchu – O Guerreiro Maldito de Kim Sung Jae, e Kim Byung Jin, logo em seguia, da editora publicou Ragnarök de Lee Myung-Jin, lançado inicialmente em 1998 e que gerou o famoso jogo do tipo MMORPG Ragnarok Online (2002) e um anime japonês  de mesmo nome, a editora ainda publicou Angry de Yoo Kyun Won, Banya, o Mensageiro e Gui de Kim Younh-Oh, Model de Lee So-Young,  Che - Uma Biografia de  Kim Yong-Hwe, A Arte da Guerra: O Nascimento do Império Chinês, do chinês radicado na Coreia do Sul, Ko Woo-Young e Dangu de Park Joong-Ki. Outras editoras investiram em quadrinhos coreanos: Editora Savana (Aflame Inferno de Im Dal Young e Kim Kwang Hyum), Lumus (Priest de Hyung Min-Woo e Planet Blood de Kim Tae-Hyung), NewPOP Editora (Tarot Café de Park Sang-sun) e Panini Comics (Kil-Dong - Crônicas de um Guerreiro de Oh Se Kwon) Em Janeiro de 2011, o cartunista Bira Dantas recebeu uma comitiva coreana representando a agência Komacon, a comitiva visitou as editoras Conrad, JBC, Devir e Escala. Em Agosto de 2014, durante a Expo Coreia, esteve no país o manhwaga Lee Hyun-Se, ex-presidente da Komakon. Em Julho de 2020, foi publicado no país o manhwa de grande sucesso Solo Leveling, pela NewPOP Editora.
Manhwas publicados no Brasil
- Aflame Inferno
- Angry
- Ark Angels
- Banya, o Mensageiro
- Che - Uma Biografia
- Chonchu – O Guerreiro Maldito
- Dangu
- Gui
- Kil-Dong - Crônicas de um Guerreiro
- Model
- Planet Blood
- Priest
- Ragnarök
- Solo Leveling
- Tarot Café

### França
Graças ao recente sucesso do mangá japonês na França, o manhwa começou timidamente a ser publicado na França. A Coreia, foi a convidada de honra do 30º Festival Internacional de quadrinhos  de Angoulême em 2003. No entanto, o manwha ainda tem problemas para encontrar seu público. As edições da SEEBD (Collections Saphira e Tokebi) foram cancelada em 2008.